# Topala
Topala è un comune della Moldavia situato nel distretto di Cimișlia di 896 abitanti al censimento del 2004